# 大洲城
大洲城（おおずじょう）是日本古伊予國喜多郡大洲（今愛媛縣大洲市大洲）的古城。別名地蔵ヶ嶽城、比志城、大津城（大洲的舊稱）。